# Mindre honungsvisare
Mindre honungsvisare (Indicator minor) är en fågel i familjen honungsvisare inom ordningen hackspettartade fåglar.

## Utseende och läte
Mindre honungsvisare är en liten och oansenlig grågrön fågel med vita yttre stjärtpennor som syns väl i den bågformiga flykten. Den förväxlas lätt med andra honungsvisare, men karakteristiskt är en ljus fläck överst på näbben och subtila mörkare mustaschstreck. Den mindre arten dvärghonungsvisare är ofta mer streckad undertill och blek honungsvisare har renare ansiktsteckning och otydligt mustaschstreck. Lätet är ett ihållande och gällt "swiiit, swiiit, swiiit". 

## Utbredning och systematik
Mindre honungsvisare delas in i åtta underarter med följande utbredning:
- Indicator minor ussheri – disjunkt från sydöstra Sierra Leone till södra Ghana
- Indicator minor crassirostris – södra Nigeria till Demokratiska republiken Kongo, västra Kenya och norra Angola
- Indicator minor senegalensis – Senegal och Gambia och Guinea till norra Kamerun, Tchad och västra Sudan
- Indicator minor riggenbachi – centrala Kamerun till sydvästra Sudan, västra Uganda, Burundi och nordöstra Demokratiska republiken Kongo
- Indicator minor diadematus – centrala Sudan till norra Somalia
- Indicator minor damarensis – södra Angola och norra Namibia
- Indicator minor teitensis – sydöstra Sydsudan, sydöstra Etiopien och södra Somalia söderut och mot sydväst till Angola, nordöstra Namibia, Zimbabwe och centrala Moçambique
- Indicator minor minor – södra Namibia, sydöstra Botswana och södra Moçambique till Sydafrika

## Levnadssätt
Mindre honungsvisare hittas i blandskogar, jordbruksbygd och betesmarker där den ofta är den vanligaste honungsvisaren. Liksom alla arter i familjen är den en boparasit som lägger sina ägg i andra fåglars bon.

## Status och hot
Arten har ett stort utbredningsområde och en stor population med stabil utveckling och tros inte vara utsatt för något substantiellt hot. Utifrån dessa kriterier kategoriserar internationella naturvårdsunionen IUCN arten som livskraftig (LC).